# Wisigarde
Wisigarde (auch Wisigardis) war im 6. Jahrhundert eine fränkische Königin.

## Leben
Aus dem Leben Wisigardes sind nur wenige Daten von Gregor von Tours überliefert. Sie wurde als Tochter von König Wacho am Langobardenhof an der mittleren Donau geboren. Als erwachsene Frau ehelichte sie nach einer ungewöhnlich langen Verlobungszeit von sieben Jahren den austrischen König Theudebert I. und kam an den merowingischen Königshof nach Köln. Die Verlobung war aus politischen Gründen von Theuderich I. um 531 arrangiert worden, kam aber aufgrund einer Liaison zwischen Theudebert und einer Romanin namens Deoteria erst 537/538 zustande. Nur kurze Zeit nach der Hochzeit verstarb Wisigarde.

## Grablege im Kölner Dom
Mit Wisigarde in Verbindung gebracht wird ein reich ausgestattetes Frauengrab aus der ersten Hälfte des 6. Jahrhunderts unter dem Kölner Dom, das am 10. April 1959 bei archäologischen Untersuchungen im Zuge des Baus einer neuen Krypta entdeckt wurde. Der Leiter der damaligen Domgrabung, Otto Doppelfeld, deutete seinerzeit das Grab aufgrund seiner Ausstattung und Datierung als Begräbnisstätte der Wisigarde. Diese Deutung ist jedoch weder inschriftlich noch mittels Quellen belegt.